# The View (группа)
The View (с англ. — «Вид») — шотландская инди-рок-группа, образованная в Данди, в 2005 году. Они объединяют в своей музыке различные стили, такие как панк, поп, альтернативный рок и фолк. Они наиболее известны своим синглом 2007 года «Same Jeans», который достиг 3-го места в UK Singles Chart.
Группа выпустила пять студийных альбомов с момента своего платинового дебютного альбома Hats Off to the Buskers, который возглавил UK Albums Chart в январе 2007 года и был номинирован на Mercury Music Prize 2007 года.
Несмотря на то, что они так и не достигли больше своего раннего успеха, у них много поклонников в родной Шотландии, а их альбомы регулярно возглавляют Scottish Albums Chart. Группа также известна своими живыми выступлениями и регулярными аншлаговыми турами по Шотландии. The View также регулярно выступают на музыкальных фестивалях по всей Великобритании; они выступали на крупнейшем фестивале Шотландии — T in the Park — рекордные восемь раз, и организатор Джефф Эллис сказал: «The View могут выступать каждый год под моим руководством, если захотят».

## Дискография
Смотри статью «Дискография The View» в англ. разделе.
- Hats Off to the Buskers (2007)
- Which Bitch? (2009)
- Bread and Circuses (2011)
- Cheeky for a Reason (2012)
- Ropewalk (2015)
- Exorcism of Youth (2023)